# حظر ويكيبيديا في تركيا

شعار ويكيبيديا التركية وقد وضع شريط الرقابة على اسمها.

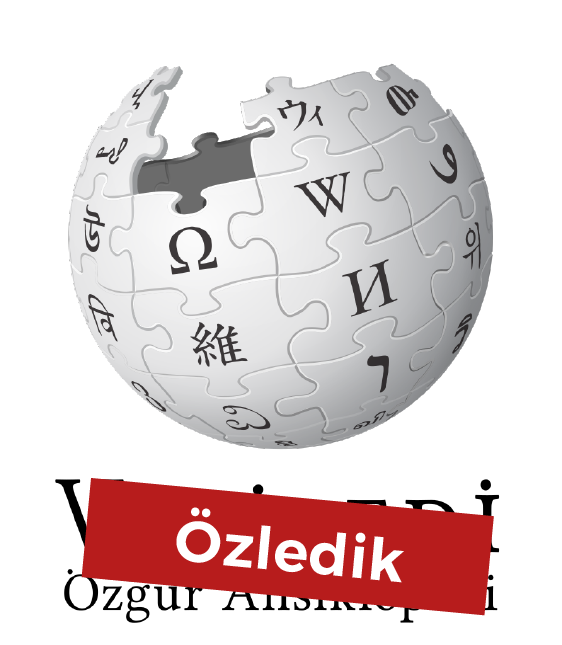
شعار ويكيبيديا التركية ووضعت عبارة "özledik" بالتركية ومعناها: «نحن نفتقد» على اسمها.

في يوم 29 أبريل 2017م حجبت السلطات التركية الدخول لموسوعة «ويكيبيديا» لمستخدمي الإنترنت في تركيا كافة، بحسب ما ذكرته هيئة الإذاعة البريطانية (بي بي سي)، وأوضحت هيئة تكنولوجيا المعلومات والاتصالات أن الحجب جاء بقرار إداري من جانب السلطات التركية لاعتبارات أمنية تتعلّق بالقانون رقم 5651 بشأن تنظيم البث في شبكة الإنترنت ومكافحة الجرائم، وشرحت الهيئة الهدف من ذلك القانون العائد للرابع من مايو عام 2007م بأن: «هناك سببان لسنّ لهذا القانون. السبب الأول: تحديد المسؤولية القانونية والالتِزَام الجماعي لكل من مُزودي الخدمة ومُوفري الوصول ومُوفري المواقع ومُوفري المحتوى، وهما الجهات الفاعلة الرئيسية لشبكة الإنترنت. والسبب الآخر هو تحديد الإجراءات والأساسيات المتعلقة بالجرائم المحددة المرتكبة عبر الإنترنت ومكافحتها من خلال مقدمي المحتوى والموقع والوصول».

## خلفية
أتى الحجب بسبب تعديل مستخدم مجهول الهوية يوم 17 أبريل 2017م في مقالة عن الرئيس التركي رجب طيب أردوغان في موقع ويكيبيديا وكتب عنهُ العبارة التالية: «فخامة الدكتاتور رجب طيب أردوغان» وبعد فترة قصيرة شُطبت العبارة من قِبَل محرري الموقع ومُنع تعديل المقالة لمدة أسبوع ولكن ذلك لم يمنع انتشارها في شكلها المعدل على نطاق واسع جدا في شبكات التواصل الاجتماعي، حيث نقلت وكالة الاناضول للأنباء عن مصادر في وزارة الاتصالات والمواصلات التركية قولها أن الوزارة أرسلت إخطارات متكررة ويكيبيديا من أجل إزالة المحتويات المشار إليها إلا أن الموقع المذكور لم يستجب لذلك.
ذكرت هيئة الاتصالات: «بعد التحليل الفني والاعتبارات القانونية المستندة إلى القانون رقم 566 (بخصوص الإنترنت)، اتخذ إجراء إداري بالنسبة لهذا الموقع.»

## ردود الفعل
- قال مؤسس موقع ويكيبيديا جيمي ويلز في تغريدة له على حسابه الشخصي بموقع تويتر: الوصول إلى المعلومات حق أساسي من حقوق الإنسان، سأقف معك أيها الشعب التركي دائمًا لتكافح من أجل هذا الحق.[6]
- في 2 مايو 2017م، ردت تركيا بأن أزالت بلدية اسطنبول اسم مؤسس ويكيبيديا «جيمي ويلز» من قائمة ضيوف معرض المدن العالمية للمدن الذكية الذي عُقد في المدينة من 15 إلى 18 مايو من نفس العام، وأصدرت الإعلان التالي: «تم استبعاد مؤسس ويكيبيديا جيمي ويلز من حدث» معرض المدن العالمية«وقد تم إبلاغه القرار. تم الإعلان ذلك بكل احترام للجمهور»،[7] وقد كان ويلز يأمل في الحضور على الرغم من حجب ويكيبيديا، وعلق قائلا: «أنا أتطلع إلى الزيارة، إسطنبول هي واحدة من المدن المفضلة لدي.»
- في 3 مايو 2017م، نشرت هيئة تكنولوجيا المعلومات والاتصالات (BTK) البيان الرسمي التالي:

- على الرغم من كل الجهود المبذولة، لم تتم إزالة المحتوى الذي يزعم زيفًا دعم تركيا للمنظمات الإرهابية من ويكيبيديا.
- لم يُسمح بتعديل هذا المحتوى بمعلومات دقيقة.
- نظرًا لأن ويكيبيديا تُبث في بروتوكول HTTPS، فمن المستحيل تقنيًا التصفية بواسطة عناوين URL الفردية لحظر المحتوى ذي الصلة فقط.
- لذلك، يجب تصفية محتوى ويكيبيديا بأكمله.
- يجب أن يقوم محرروا ويكيبيديا بما هو ضروري لهذا المحتوى والمحتوى المشابه.

في 9 يناير2018، قدم نائب حزب الشعب الجمهوري سيزجين تانيكولو سؤالًا برلمانيًا مكتوبًا بشأن حظر ويكيبيديا، قائلًا إنه ضد الدستور التركي والاتفاقية الأوروبية لحقوق الإنسان، وأن «الحظر يجب أن يكون جزئيا وفقًا للقوانين التركية». نفى وزير النقل والملاحة البحرية أحمد أرسلان حظر ويكيبيديا تمامًا وذكر أن جزء منها فقط محظور بسبب المادة 22 من دستور تركيا والمادة 10 من الاتفاقية الأوروبية لحقوق الإنسان.
وقالت إن دي تي في أن هذه الخطوة تسببت في ردود فعل قوية على وسائل التواصل الاجتماعي ضد قرار منع الوصول إلى «واحد من أكثر المواقع شعبية في العالم».
بعد ستة أشهر من الحظر، نشرت جولييت باربرا مديرة اتصالات مؤسسة ويكيميديا مقالة عن الجهود المبذولة لإزالة حظر الوصول.
بعد مرور عام ويوم على الحظر، أي 30 أبريل 2018، تعهد حزب الخير في إشارة إلى الانتخابات العامة التركية لعام 2018، باستضافة «فتح ويكيبيديا» مع «جميع المواطنين الأتراك» في اليوم التالي للانتخابات في 24 يونيو.
كما تعهد محرم اينجه، مرشح حزب الشعب الجمهوري للرئاسة في الانتخابات الرئاسية التركية لعام 2018، بإعادة فتح ويكيبيديا خلال إحدى خطابات حملته الانتخابية في 22 مايو 2018. ومع ذلك، فقد فاز الرئيس الحالي، رجب طيب أردوغان.
في مايو 2019، قدمت مؤسسة ويكيميديا عريضة إلى المحكمة الأوروبية لحقوق الإنسان (ECHR)، مصرحة بإن الحظر كان «انتهاكًا للحق في حرية التعبير».
في يوليو 2019، نشرت مؤسسة ويكيميديا منشورًا على حساب وسائل التواصل الاجتماعي الخاص بها، معلنةً أن ECHR قد عجلت بالقضية.
في أغسطس 2019، أعلنت المحكمة الأوروبية لحقوق الإنسان أنها منحت تركيا مهلة حتى نهاية أكتوبر لتبرير الحظر.
في 11 سبتمبر 2019، نظرت المحكمة الدستورية التركية (AYM) في القضية لتقرير ما إذا كان الحظر ينتهك حرية التعبير أم لا. صرح صحفي موال للحكومة في وقت لاحق أن المحكمة قد فكرت في إلغاء الحظر.
في 26 ديسمبر 2019 قضت المحكمة الدستورية التركية العليا بعدم دستورية حظر موقع ويكيبيديا في تركيا، حيثُ أوصت السلطات التركية برفع الحظر عن موقع ويكيبيديا بأسرع وقتٍ ممكن.

## التقنية البديلة
يمكن تصفح ويكيبيديا عبر متصفح ويب "أوبرا" الذي يدعم خاصية "الشبكة الخاصة الافتراضية VPN"، كما توجد مواقع «مرآة» بديلة (بالإنجليزية: Mirror website)‏، وهي مواقع مصممة لنسخ وإعادة عرض المحتوى، مع الاستمرار في تحديثه، مثل موقع TurkceWiki.org. كما يمكن استعمال نظام أي بي إف إس الذي يستضيف محتوى ويكيبيديا التركية على شبكة غير مركزية لا تعتمد على نظام نطاقات شبكة الإنترنت، فلا يمكن حجبها بغض النظر عن المنع الحكومي.

## رفع الحظر
بعد قرار المحكمة الدستورية في ديسمبر 2019 بعدم دستورية حظر موقع ويكيبيديا في تركيا، سمحت السلطات التركية للمستخدمين الوصول واستخدام موقع ويكيبيديا في تركيا بشكل رسمي في 15 يناير 2020.